# Serż Torsarkisjan
Serż Torsarkisjan, arab.: سيرج طورسركيسيان, orm.: Սերժ Թորսարգիսեան - libański prawnik i polityk, Ormianin, katolik. Od 2000 roku jest deputowanym Zgromadzenia Narodowego z pierwszego okręgu bejruckiego. Reprezentuje ormiańska partię socjaldemokratyczną Hunczakian.